# Date (Hokkaido)
Date (jap. 伊達市, Date-shi) – miasto w Japonii, w prefekturze Hokkaido, w podprefekturze Iburi. Miasto ma powierzchnię 444,21 km². W 2020 r. mieszkało w nim 32 826 osób, w 14 746 gospodarstwach domowych  (w 2010 r. 36 278 osób, w 15 227 gospodarstwach domowych) . 
Date zostało założone w roku 1870 przez Kunishige Date. 1 marca 2006 wioska Ōtaki została przyłączona do miasta.